# Асири, Тошходжа
Тошходжа Асири (тадж. Тошхӯҷа Асирӣ; 1864, Ходжент — 3 марта 1916, там же) — таджикский поэт.

## Биография
Родился в семье ремесленника-каменотёса. С четырёх лет обучался грамоте и занимался каллиграфией. В 1882 году отправился в один из самых престижных центров Ферганской долины — город Коканд для совершенствования знаний и восемь лет учился в медресе «Хоним». Во время учёбы подружился с видными представителями узбекской культуры (С. Айни, Мукими, Фуркатом, Хислатом, Завки) и другими таджикскими и узбекскими поэтами. Тогда же познакомился с русской интеллигенцией и начал учить русский язык. Увлекался русско- и тюркоязычной поэзией Средней Азии и Кавказа.
До конца жизни работал мастером по обтёсыванию жерновов, профессии доставшейся ему по наследству от отца.

## Творчество
Основное содержание творчества Т. Асири ‒ проповедь просвещения, науки, обличение невежества и мракобесия: стихотворения «Что такое человечность», «Защита», поэма «О Бекабадском канале» (1913) и др.
Автор маснави, касыда, газелей, рубаи и др. Также писал прозу. Его литературное наследие до сих пор полностью не собрано. «Избранные стихи» поэта (1987) содержат 1278 стихов.
Писал на таджикском и узбекском языке.

## Память
Именем поэта названа Областная библиотека имени Т. Асири г. Худжанда